# Natação no Campeonato Mundial de Esportes Aquáticos de 2017 - 100 m peito masculino
A prova dos 100 metros peito masculino da natação no Campeonato Mundial de Esportes Aquáticos de 2017 ocorreu nos dias 23 de julho e 24 de julho em Budapeste na Hungria.

## Recordes
Antes desta competição, os recordes mundiais e do campeonato nesta prova eram os seguintes:
| Tipo                  | Atleta     | Tempo | Local          | Data                 |
| --------------------- | ---------- | ----- | -------------- | -------------------- |
|                       | Adam Peaty | 57.13 | Rio de Janeiro | 17 de agosto de 2016 |
| Recorde do campeonato | Adam Peaty | 58.18 | Cazã           | 2 de agosto de 2015  |

Os seguintes novos recordes foram estabelecidos durante esta competição. 
| Data        | Prova     | Nadador    | Nacionalidade | Tempo | Recordes              |
| ----------- | --------- | ---------- | ------------- | ----- | --------------------- |
| 23 de julho | Semifinal | Adam Peaty | Reino Unido   | 57.75 | Recorde do campeonato |
| 24 de julho | Final     | Adam Peaty | Reino Unido   | 57.47 | Recorde do campeonato |

## Medalhistas
| Ouro             | Prata              | Bronze               |
| Adam Peaty (GBR) | Kevin Cordes (USA) | Kirill Prigoda (RUS) |

## Resultados

### Eliminatórias
Esses foram os resultados das eliminatórias. Foram realizadas no dia 23 de julho com início às 11:17. 
| Pos. | Bateria | Raia                  | Nadador               | Nacionalidade            | Tempo   | Notas            |
| ---- | ------- | --------------------- | --------------------- | ------------------------ | ------- | ---------------- |
| 1    | 8       | 4                     | Adam Peaty            | Reino Unido              | 58.21   | Q                |
| 2    | 8       | 5                     | Cody Miller           | Estados Unidos           | 59.14   | Q                |
| 3    | 6       | 4                     | Kevin Cordes          | Estados Unidos           | 59.15   | Q                |
| 4    | 8       | 3                     | João Gomes Júnior     | Brasil                   | 59.24   | Q                |
| 5    | 7       | 3                     | Nicolò Martinenghi    | Itália                   | 59.33   | Q, WJ            |
| 6    | 8       | 7                     | Kirill Prigoda        | Rússia                   | 59.36   | Q,               |
| 7    | 6       | 3                     | Ross Murdoch          | Reino Unido              | 59.51   | Q                |
| 8    | 6       | 2                     | Vsevolod Zanko        | Rússia                   | 59.56   | Q                |
| 9    | 6       | 5                     | Yan Zibei             | China                    | 59.61   | Q                |
| 10   | 8       | 6                     | Felipe Lima           | Brasil                   | 59.62   | Q                |
| 11   | 7       | 5                     | Yasuhiro Koseki       | Japão                    | 59.76   | Q                |
| 12   | 7       | 2                     | Giedrius Titenis      | Lituânia                 | 59.79   | Q                |
| 13   | 8       | 1                     | Ilya Shymanovich      | Bielorrússia             | 59.84   | Q                |
| 14   | 7       | 1                     | Richard Funk          | Canadá                   | 59.89   | Q                |
| 15   | 8       | 8                     | Andrius Šidlauskas    | Lituânia                 | 59.91   | Q                |
| 16   | 8       | 9                     | Arno Kamminga         | Países Baixos            | 59.95   | Q                |
| 17   | 8       | 2                     | Li Xiang              | China                    | 59.97   |                  |
| 18   | 6       | 1                     | Fabio Scozzoli        | Itália                   | 1:00.08 |                  |
| 19   | 7       | 0                     | Erik Persson          | Suécia                   | 1:00.08 | Recorde nacional |
| 20   | 6       | 0                     | Daniel Cave           | Austrália                | 1:00.22 |                  |
| 21   | 7       | 6                     | Dmitriy Balandin      | Cazaquistão              | 1:00.25 |                  |
| 22   | 7       | 7                     | Ippei Watanabe        | Japão                    | 1:00.26 |                  |
| 23   | 8       | 0                     | Čaba Silađi           | Sérvia                   | 1:00.28 |                  |
| 24   | 5       | 7                     | Yannick Käser         | Suíça                    | 1:00.53 | Recorde nacional |
| 25   | 6       | 6                     | Christian vom Lehn    | Alemanha                 | 1:00.60 |                  |
| 26   | 6       | 8                     | Dániel Gyurta         | Hungria                  | 1:00.76 |                  |
| 27   | 7       | 8                     | Marcin Stolarski      | Polónia                  | 1:00.79 |                  |
| 28   | 7       | 9                     | Carlos Claverie       | Venezuela                | 1:00.83 |                  |
| 29   | 4       | 1                     | Tomáš Klobučník       | Eslováquia               | 1:00.96 |                  |
| 30   | 6       | 7                     | Jorge Murillo         | Colômbia                 | 1:01.51 |                  |
| 31   | 5       | 4                     | Nicholas Quinn        | Irlanda                  | 1:01.56 |                  |
| 32   | 5       | 1                     | Édgar Crespo          | Panamá                   | 1:01.74 |                  |
| 33   | 5       | 8                     | Youssef El-Kamash     | Egito                    | 1:01.81 |                  |
| 34   | 5       | 6                     | Kim Jae-youn          | Coreia do Sul            | 1:01.86 |                  |
| 35   | 6       | 9                     | Laurent Carnol        | Luxemburgo               | 1:01.91 |                  |
| 36   | 5       | 0                     | Matti Mattsson        | Finlândia                | 1:01.92 |                  |
| 37   | 5       | 5                     | Miguel de Lara        | México                   | 1:01.93 |                  |
| 38   | 5       | 9                     | Ioannis Karpouzlis    | Grécia                   | 1:01.95 |                  |
| 39   | 4       | 5                     | Lachezar Shumkov      | Bulgária                 | 1:01.96 |                  |
| 40   | 4       | 4                     | Hüseyin Emre Sakçı    | Turquia                  | 1:02.15 |                  |
| 41   | 4       | 3                     | Christopher Rothbauer | Áustria                  | 1:02.22 |                  |
| 42   | 5       | 3                     | Azad Al-Barazi        | Síria                    | 1:02.26 |                  |
| 43   | 3       | 4                     | Chao Man Hou          | Macau                    | 1:02.49 |                  |
| 44   | 4       | 2                     | Renato Prono          | Paraguai                 | 1:02.81 |                  |
| 45   | 4       | 0                     | Nikola Obrovac        | Croácia                  | 1:02.90 |                  |
| 46   | 3       | 5                     | Jordy Groters         | Aruba                    | 1:02.95 |                  |
| 47   | 5       | 2                     | Peter John Stevens    | Eslovênia                | 1:03.03 |                  |
| 48   | 3       | 6                     | Denis Petrashov       | Quirguistão              | 1:03.14 |                  |
| 49   | 4       | 7                     | James Deiparine       | Filipinas                | 1:03.22 |                  |
| 50   | 4       | 9                     | Daniils Bobrovs       | Letônia                  | 1:03.46 |                  |
| 51   | 3       | 3                     | James Lawson          | Zimbabwe                 | 1:03.52 |                  |
| 52   | 3       | 2                     | Marc Rojas            | República Dominicana     | 1:03.65 |                  |
| 53   | 1       | 8                     | Santiago Cavanagh     | Bolívia                  | 1:04.58 |                  |
| 54   | 3       | 8                     | Sébastien Kouma       | Mali                     | 1:05.03 |                  |
| 55   | 3       | 1                     | Epeli Rabua           | Fiji                     | 1:05.12 |                  |
| 56   | 1       | 2                     | Evghenii Paponin      | Moldávia                 | 1:05.16 |                  |
| 56   | 3       | 9                     | Gregory Penny         | Ilhas Virgens Americanas | 1:05.16 |                  |
| 58   | 2       | 5                     | Mario Ervedosa        | Angola                   | 1:05.28 |                  |
| 59   | 1       | 6                     | Santiago Saint-Upery  | Uruguai                  | 1:05.30 |                  |
| 60   | 3       | 7                     | Arnoldo Herrera       | Costa Rica               | 1:05.61 |                  |
| 61   | 2       | 7                     | Amro Al-Wir           | Jordânia                 | 1:05.70 |                  |
| 62   | 2       | 3                     | Rainier Rafaela       | Curaçau                  | 1:06.96 |                  |
| 63   | 3       | 0                     | Roland Toftum         | Ilhas Feroé              | 1:07.22 |                  |
| 64   | 2       | 0                     | Felipe Gomes          | Malawi                   | 1:07.37 |                  |
| 65   | 2       | 2                     | Ashley Seeto          | Papua-Nova Guiné         | 1:07.59 |                  |
| 66   | 1       | 4                     | Muis Ahmad            | Brunei                   | 1:08.10 |                  |
| 67   | 2       | 6                     | Corey Ollivierre      | Granada                  | 1:08.17 |                  |
| 68   | 2       | 4                     | Alex Axiotis          | Zâmbia                   | 1:08.50 |                  |
| 69   | 1       | 7                     | Otto Borgards         | El Salvador              | 1:10.62 |                  |
| 70   | 1       | 9                     | Shuvam Shrestha       | Nepal                    | 1:11.34 | Recorde nacional |
| 71   | 1       | 1                     | Abdulmalek Ben-Musa   | Líbia                    | 1:12.00 |                  |
| 72   | 1       | 3                     | Christian Villacrusis | Marianas Setentrionais   | 1:16.70 |                  |
| 73   | 1       | 5                     | Alassane Lancina      | Níger                    | 1:22.54 |                  |
|      | 1       | 0                     | Alpha Diallo          | Guiné                    | DNS     | DNS              |
| 2    | 1       | Dasar Xhambazi        | Kosovo                |                          | DNS     | DNS              |
| 2    | 8       | Jegan Jobe            | Gâmbia                |                          | DNS     | DNS              |
| 2    | 9       | Adama Ndir            | Senegal               |                          | DNS     | DNS              |
| 4    | 6       | Wassim Elloumi        | Tunísia               |                          | DNS     | DNS              |
| 7    | 4       | Cameron van der Burgh | África do Sul         |                          | DNS     | DNS              |
| 4    | 8       | Lee Hsuan-yen         | Taipé Chinesa         | DSQ                      | DSQ     |                  |

### Semifinal
Esses foram os resultados das semifinais. Foram realizadas no dia 23 de julho com início às 18h21. 
Semifinal 1
| Pos. | Raia | Nadador           | Nacionalidade  | Tempo | Notas |
| ---- | ---- | ----------------- | -------------- | ----- | ----- |
| 1    | 4    | Cody Miller       | Estados Unidos | 59.08 | Q     |
| 2    | 3    | Kirill Prigoda    | Rússia         | 59.24 | Q,    |
| 3    | 2    | Felipe Lima       | Brasil         | 59.48 |       |
| 4    | 5    | João Gomes Júnior | Brasil         | 59.56 |       |
| 5    | 7    | Giedrius Titenis  | Lituânia       | 59.66 |       |
| 6    | 8    | Arno Kamminga     | Países Baixos  | 59.76 |       |
| 6    | 6    | Vsevolod Zanko    | Rússia         | 59.76 |       |
| 8    | 1    | Richard Funk      | Canadá         | 59.92 |       |

Semifinal 2
| Pos. | Raia | Nadador            | Nacionalidade  | Tempo   | Notas |
| ---- | ---- | ------------------ | -------------- | ------- | ----- |
| 1    | 4    | Adam Peaty         | Reino Unido    | 57.75   | Q,    |
| 2    | 5    | Kevin Cordes       | Estados Unidos | 58.64   | Q,    |
| 3    | 8    | Andrius Šidlauskas | Lituânia       | 59.12   | Q     |
| 4    | 2    | Yan Zibei          | China          | 59.15   | Q     |
| 5    | 7    | Yasuhiro Koseki    | Japão          | 59.18   | Q     |
| 6    | 6    | Ross Murdoch       | Reino Unido    | 59.23   | Q     |
| 7    | 3    | Nicolò Martinenghi | Itália         | 59.41   |       |
| 8    | 1    | Ilya Shymanovich   | Bielorrússia   | 1:00.01 |       |

### Final
A final foi realizada em 24 de julho às 17h32. 
| Pos.              | Raia | Nadador            | Nacionalidade  | Tempo | Notas                 |
| ----------------- | ---- | ------------------ | -------------- | ----- | --------------------- |
| Medalha de ouro   | 4    | Adam Peaty         | Reino Unido    | 57.47 | Recorde do campeonato |
| Medalha de prata  | 5    | Kevin Cordes       | Estados Unidos | 58.79 |                       |
| Medalha de bronze | 8    | Kirill Prigoda     | Rússia         | 59.05 | Recorde nacional      |
| 4                 | 7    | Yasuhiro Koseki    | Japão          | 59.10 |                       |
| 5                 | 3    | Cody Miller        | Estados Unidos | 59.11 |                       |
| 6                 | 6    | Andrius Šidlauskas | Lituânia       | 59.21 |                       |
| 7                 | 2    | Yan Zibei          | China          | 59.42 |                       |
| 8                 | 1    | Ross Murdoch       | Reino Unido    | 59.45 |                       |

Legenda
| Recorde mundial       | Recorde mundial (World record)               |                       | Recorde africano                      | Recorde africano (African) |                                           | Q | Classificado por posição (Qualified) |
| Recorde do campeonato | Recorde do campeonato (Championship record)  | Recorde da América    | Recorde da América (Americas)         | q                          | Classificado por melhor tempo (Qualified) |   |                                      |
| Melhor marca do ano   | Melhor marca do ano (World leading)          | Recorde asiático      | Recorde asiático (Asian)              | DNS                        | Não largou (Did not start)                |   |                                      |
| Recorde nacional      | Recorde nacional (National record)           | Recorde europeu       | Recorde europeu (European)            | DNF                        | Não terminou (Did not finish)             |   |                                      |
| Recorde pessoal       | Recorde pessoal do atleta (Personal best)    | Recorde da Oceania    | Recorde da Oceania (Oceania)          | DSQ / DQ                   | Desclassificado (Disqualified)            |   |                                      |
| Recorde da temporada  | Recorde da temporada do atleta (Season best) | Recorde sul-americano | Recorde sul-americano (South America) | NM                         | Sem marca (No mark)                       |   |                                      |